# Stenoporpia variana
Stenoporpia variana là một loài bướm đêm trong họ Geometridae.